# フィーバー天竺
フィーバー天竺（フィーバーてんじく）は、2004年6月にSANKYOが発売した、お釈迦様のお告げがユニークな天竺モードを搭載したパチンコ機のシリーズ名。CRフィーバー天竺JXとCRフィーバー天竺MXの2機種がある。

## 概要
液晶型のデジパチ。西遊記をモチーフにしている。スペック違いのCR機2種類が発売された。奇数図柄が確変図柄で偶数図柄が通常図柄となる。役物のひょうたんが、キャラクターを吐き出したり、図柄を吸い込んだりする。通常時だけでなく、リーチアクション中や、確変中や時短中、リーチハズレ後の復活演出時など様々な場面で多彩なアクションを見せる。
約40回転に1度の割合で、幾度となく現れるお釈迦様がお告げを発する天竺モードに突入する。
天竺モード中は、様々なお告げのパターンがあり、大当たり期待度の高いものからリーチに発展せずに終わるものまで多くのパターンが存在する。お告げの内容はユニークなものも多く、打ち手を楽しませる。
天竺モード中の大当たりは、突入した時の保留内で大当たりすることが多い。天竺モードに突入しても、大当たり確率が変わるわけではないので、滞在中に打つのを止めても問題はない。

## スペック
- CRフィーバー天竺JX
  - 賞球数 4&7&15
  - 大当たり最高継続 15R（9カウント）
  - 大当たり確率 1/344.9
  - 確変中大当たり確率　1/50.0
  - 確変突入率　1/2
  - 確変期間　次回大当たりまで/リミッターなし
  - 時短システム　全ての大当たり終了後　100回転
- CRフィーバー天竺MX
  - 賞球数 4&7&15
  - 大当たり最高継続 15R（9カウント）
  - 大当たり確率 1/306.2
  - 確変中大当たり確率　1/68.8
  - 確変突入率　1/2
  - 確変期間　次回大当たりまで/リミッターなし
  - 時短システム　確変終了後　100回転

## 図柄
確変図柄
- 一
- 三
- 五
- 七

通常図柄
- 二
- 四
- 六

## 演出
天竺モード
デジタル回転中に、画面が暗転してひょうたんが煙を吹き出すと天竺モードへ突入する。
モード滞在中は、お釈迦様の言葉によって信頼度が変化する語り系か、お告げの内容を達成すれば大当たりとなるミッション系の演出がメインとなる。天竺モードはランダムで終了する仕様だが、約20回転程度滞在することが多い。お釈迦様がお告げを発するときに、おでこにある「仏」の文字が6色ある色のいずれかに光る。
この仏の文字が光る「仏オーラ」の色によって期待度は異なり、白→青→黄→緑→赤→レインボーの順で期待度が高くなる。レインボーは出現した時点で大当たり確定となる。
天竺モード中にSANKYOのロゴ「Good luck. Good life. SANKYO」が出現するプレミアムパターンも存在する。発生した時点で大当り確定となる。
語り系お告げ一覧
- 頻出系

…ん？
なに？
あれっ？
なんだ？
ぶつぞ〜
調子いい？
ほっとけい
最近どうよ？
おおっ？
- リーチ確定系

楽しんでる？
す、すきです
そんなにみつめないで
シャカ♪シャカ♪
きてます、きてます！
牛丼食べたいなぁ〜
すいませ〜ん、特盛一丁
あ、あつい
ルンルン♪
顔色、良いでしょ？
ぶれいこうじゃぁ〜
- 激熱系

きたぁ〜
よろこびなさい
「薔薇」って漢字、書けますか？
まぁまぁ、そんなに熱くならないで…
厳正な抽選の結果あなたに大当りをプレゼント
オーマイゴッド！
私がお釈迦様ですけど、何か？
「何様のつもり？」って、お釈迦様ですけど‥
お告げだすのも、疲れるんだよね‥
パチンコって、やっぱり面白いよね
あ、あたり
ミッション系お告げ一覧
- 回転以内にリーチをかけなさい
- 回転以内にシングルリーチをかけなさい
- 回転以内にダブルリーチをかけなさい
- 回転以内に猪八戒リーチをかけなさい
- 回転以内に沙悟浄リーチをかけなさい
- 回転以内に孫悟空リーチをかけなさい
- 回転以内に目を閉じなさい
- 回転以内に深呼吸をしなさい
- 回転以内にドル箱を用意しなさい

予告アクション
予告演出は、デジタル回転開始直後に発生するものからデジタル回転中に発生するもの、リーチ確定後に発生するものなど様々である。役物のひょうたんが活躍する予告は、大当たり時に発生する割合が高い重要アクションである。盤面右に配置されている「來來ランプ」が光る大当たり確定の予告も存在する。
- ミニキャラ予告

出現するキャラは「雲」「パンダ」「鳥」「牛魔王」「牛魔王の子分」がいる。普段と異なる動きをした場合はリーチ確定となる。
- 雨予告

画面が暗転し雨が降り始める。リーチが確定する予告だが、リーチにならずに連続で発生するパターンもある。連続発生した場合はスーパーリーチに発展する。
- 吸い込み予告

ひょうたんが動き、全図柄を吸い込んでリーチに発展。画面右下から悟空が現れて扇で仰ぐとチャンスアップである。悟空が「スーパー孫悟空」の場合は、出現した時点で激熱である。
保留内で連続で発生することもあり、その場合はひょうたんが図柄を吸い込まずに次の変動が始まる。3回連続で発生したらスーパーリーチが確定する。
- 吐き出し予告

デジタル回転中にひょうたんが、悟空･猪八戒･沙悟浄･三蔵法師のいずれかのキャラを吐き出す。
スーパーリーチ確定の予告で、吐き出されたキャラのリーチに必ず発展する。
悟空群が吐き出された場合は、その時点で大当たり確定となる。吐き出されたキャラと異なるリーチに発展した場合も、法則崩れで大当たり確定となる。
- ドラ予告

変動開始時にドラの音が鳴ることがある。連続で発生すると期待度も大幅にアップする。
ドラ予告が発生した時点で、スーパーリーチが確定する。
- オールキャスト予告

リーチ成立直後、画面右側から悟空や猪八戒を率いる三蔵法師一行が現れる。スーパーリーチ確定の予告で、発生した時点で期待度が大幅に上昇する激熱アクションである。
- 保留変化予告

時短中限定予告で、ひょうたんが保留を吸い込み「熱」もしくは「当」に変化させる。
「熱」に変化したら激熱で、「当」に変化したら大当たりが確定する。
- 偶数吸い込み予告

確変中限定予告で、ひょうたんが偶数図柄を吸い込み確変図柄のみに変化する。
この予告が発生したら、その回転で確変大当たりが確定する。

リーチアクション
リーチアクションは全部で6種類ある。リーチ成立後に、役物のひょうたんが中出目を吸い込んだらスーパーリーチに発展する。シングルラインでテンパイしていた場合は「猪八戒リーチに」、ダブルラインでテンパイしていた場合は「沙悟浄リーチ」に発展する。ライン問わず発展することがあるのが「孫悟空リーチ」である。リーチがハズれても、その直後にひょうたんが動き始めると復活大当たりが確定する。ハズレ画面を吸い込み、下から大当たり図柄が揃った状態で表示される。
- ノーマルリーチ

リーチ成立後のデジタル回転中に、ひょうたんの吸い込みアクションがない場合はノーマルとなる。

- ロングリーチ

リーチ成立後のデジタル回転中に、ひょうたんが中出目を吸い込むアクションが発生し、図柄を吸い込めなかった場合に発展。
画面が暗転し、中出目が光りながら移動する。図柄停止後の戻りや進みアクションによる大当たりもある。
- 猪八戒リーチ

猪八戒が酒を口に含み、炎を吐き出すシングル限定のリーチ。
4コマ進行した時点で炎の色が赤から青に変化すれば期待度の高いSPリーチに発展する。SPに発展しなくても大当たり図柄に到達する場合もある。
- 沙悟浄リーチ

沙悟浄が水中で気のパワーを放つダブル限定のリーチ。大当たり図柄の1コマ手前で、沙悟浄の体が光り輝けばSPへ発展となる。SPに発展しなくても大当たり図柄まで到達することもある。
- 孫悟空リーチ

悟空が宿敵の牛魔王に戦いを挑むリーチ。両者が互いに睨み合い、悟空が牛魔王と押し合って大当たりを狙う。
シングル･ダブル両方から発展の可能性があり、ダブルからの発展の方が期待度は高い。シングルの場合でも悟空が分身の術で、ダブルライン同様の2回チャンスに変えた場合は期待度もアップする。
- 三蔵法師リーチ

ノーマルリーチ後、画面が暗転し稲妻が走れば発展。三蔵法師が断崖の上からお経を唱え、天竺へと続く階段が出現する。階段を上っていくと目の前には神々しく輝く天竺が現れる。
発生した時点で大当たり確定のプレミアムアクションである。
再抽選アクション
再抽選は大当たりが成立したラインを問わず発生のチャンスはあるが、全ての通常大当たりで発生するわけではない。そのため、再抽選演出が発生した時点で、高確率で確変に昇格する。
再抽選中に悟空や沙悟浄などのキャラが登場することがある。
キャラが登場した場合は、出現したキャラの図柄への昇格が確定する。